# Crash cage
Les crash cages (littéralement « cages d'accident ») sont un équipement spécifique à la moto, dans le cadre de la pratique du stunt. Il peut être assimilé au pare-carter qui équipe certaines motos de route.

## Description

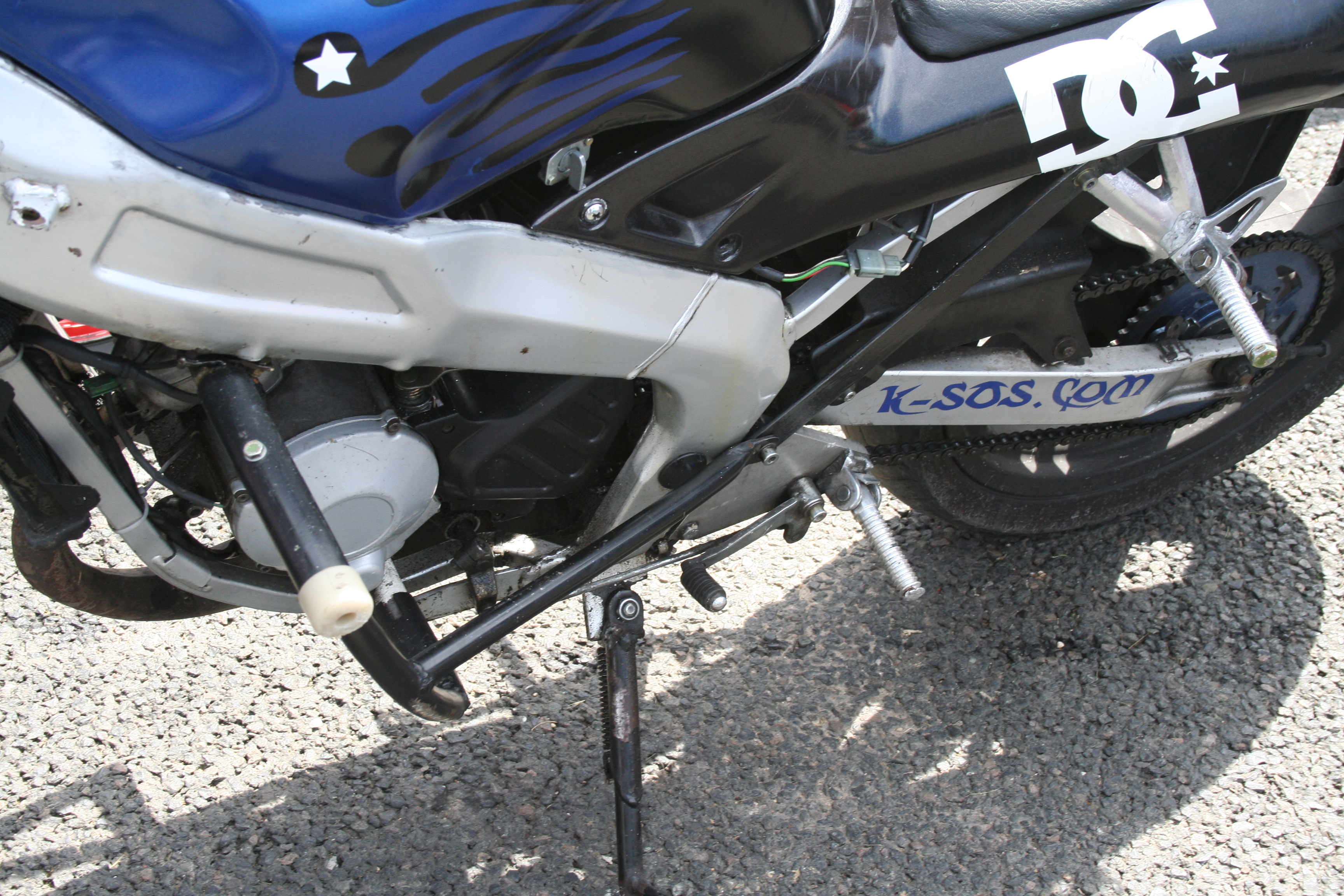
Une crash cage (en noir).

Il s'agit le plus souvent de tubes d'acier fixés au cadre de la moto, servant à protéger le bas moteur en cas de chute. Solidement ancrés sur le cadre, ces tubes sont généralement fixés sur trois points de chaque côté de la machine. Un tube supplémentaire de forme cylindrique peut être présent, qui fait le tour par le bas en reliant les deux protections latérales.